# 계약총론 (대한민국 민법)
계약총론(契約總論)은 대한민국 민법 제527조부터 제562조까지의 계약 총칙에 대한 부분으로서, 계약의 성립, 계약의 효력, 계약의 해지와 해제에 대한 내용이다.

## 정의
대한민국, 일본, 독일 등의 대륙법계에서는 계약(契約, 독일어: Vertrag)에  관한 법정(法定)의 정의가 없다는 점이 공통되나, 넓은 의미에 있어서 계약이라 함은 일정한 법률효과인 권리의 발생 · 변경 · 소멸(즉 권리의 변동)을 목적으로 서로 대립하는 2인 또는 그 이상의 법률주체의 의사표시가 내용상 합치(독일어: Konsens)함으로써 이루어지는 법률행위로서 당사자 쌍방의 권리와 의무에 변동을 가져오는 법률요건이다. :1003 일반적으로는 이러한 당사자의 대립하는 의사표시의 합치에 의하여 계약이 성립하게 된다. 그러나 예외적으로 요물계약에 있어서는 당사자간의 의사합치 이외에 일정한 급부가 있어야 계약이 성립한다.
넓은 의미의 계약은 의사표시의 모습에 있어서 일방 당사자의 일방적 의사표시에 의하여 성립하는 단독행위와 구별되며, 2인 이상의 동일 뱡향의 의사표시의 합치에 의하여 성립하는 합동행위와도 구별된다.

## 계약의 성립
계약은 의사표시인 청약과 승낙의 합치에 따라 성립하는 것이 가장 일반적이다. 그러므로 청약을 하고, 이에 대하여 승낙을 함으로써, 계약이 성립한다. 그러나 묵시적으로 행하여질 수도 있다. 때로는 이러한 청약과 승낙이 특별한 방법으로 행하여지는 경우가 있다. 경매와 입찰이 그러한 경우로서, 이를 계약의 경쟁체결이라고 한다. :51~52 대한민국 민법 제105조에는 “법률행위의 당사자가 법령 중의 정한 선량한 풍속 기타 사회질서에 관계없는 규정과 다른 의사를 표시한 때에는 그 의사에 의한다”라고 규정되어 계약의 성립과 구속력이 당사자의 의사에 있음을 시사하고 있다. 그러나, 이 규정만으로는 계약의 성립과 관련된 다양한 문제를 합리적으로 포괄하는 데 있어서 어려움이 있어 보인다.

### 청약
계약의 청약은 함부로 이를 철회할 수 없다. (제527조) 승낙기간을 정한 계약의 청약은 그 기간 동안은 청약을 철회하지 못하고, 그 기간에 승낙의 통지를 받지 못한 때에는 청약은 그 효력을 잃고 청약의 구속력도 없어진다(528조 1항). 승낙기간을 정하지 않은 때에는 상당기간 동안 청약을 철회하지 못한다. 여기서 상당기간이라 함은 피청약자가 승낙의 가부를 고려한 후 승낙의 통지를 하는 데 소요되는 시일을 기초로 해서 정해야 한다. 그 상당한 기간 내에 승낙의 통지를 받지 못할 때에는 그 청약은 효력을 잃게 되고 청약의 구속력도 없어진다(529조). 다음으로 청약에 대하여 언제까지 승낙할 수 있느냐가 문제이다. 이것을 청약의 승낙적격(承諾適格)이라 한다. 승낙과 결합하여 계약을 성립시킬 수 있는 실질적 효력의 뜻이다. 승낙적격은 청약의 효력이 생긴 때부터 발생하고 청약이 효력을 잃으면 승낙적격도 없어진다. 따라서 승낙기간이 있는 기간은 청약이 구속력을 가지는 기간과 일치한다. 승낙이 기간 후에 도달한 경우라도 보통 그 기간 내에 도달할 수 있는 시기에 발송된 것인 때에는 이미 승낙지연의 통지를 한 경우를 제외하고는 지체없이 승낙연착의 통지를 하여야 한다(528조 2항). 이것을 태만히 하면 승낙은 연착되지 아니한 것으로 취급되고 계약은 성립하게 된다(528조 3항). 전기한 바와 같은 특별취급을 받지 않는 보통의 연착된 승낙은 청약자가 이를 새 청약으로 볼 수 있다(530조). 따라서 청약자가 이에 대하여 승낙을 하면 계약은 성립한다. 승낙의 효력 발생시기에 대해서 민법은 격지자(隔地者) 간의 계약은 승낙의 통지를 발송한 때에 성립한다고 정하고 있다(531조). 결국 계약은 기간 내의 도달을 해제 조건으로 하여 승낙의 통지를 발송한 때에 성립한다고 볼 수 있다. 상당기간이 경과한 후에는 상대방의 승낙의 발신 전에 도달하도록 해서 청약의 철회를 할 수가 있다. 승낙 발신에 의하여 계약은 성립해 버리기 때문이다. 대화자(對話者) 간에 있어서는 민법에 규정은 없으나 특별한 사정이 없는 한 대화자 관계가 계속되는 동안만 승낙할 수 있는 것으로 해석된다.

### 청약의 유인
청약(請約)의 유인(誘引)은 상대방에 청약을 시키려는 의사의 통지이다. 청약은 승낙이 있으면 계약이 성립하는 확정적 의사표시이 므로 청약의 유인과는 다르다. 유인에 응해서 상대방이 의사표시를 하는 것이 상대방의 청약이 되고, 유인한 자는 새로 낙부(諾否)를 할 수 있는 자유를 갖는다. 그러나 청약과 청약의 유인과는 구별을 하기 어려운 경우가 많다. 손님을 찾아 돌아다니는 택시나 정찰이 붙은 상품의 진열 등은 청약이라 볼 수 있으며, 구인광고·대가(貸家)의 표찰(標札) 등은 청약의 유인으로 볼 수 있다.

#### 현상광고(일반 현상광고)
현 상광고란 어떠한 지시행위(指示行爲)를 한 자에게 일정한 보수를 주겠다고 하는 광고를 말한다. 행방불명이 된 자기 집 개를 데려오는 사람에게 1만원의 사례금을 주겠다는 등의 광고이다(675조). 여기에서 말하는 광고는 불특정 다수의 사람들에 대한 의사표시이며 신문·잡지에의 게재 등 그 방법에는 제한이 없으나 구인광고와 같은 청약의 유인과는 다르다. 현상광고가 있음을 모르고서 그 집 개를 데려온 사람에게도 광고를 낸 사람은 보수를 지급할 채무를 부담한다(675조, 677조). 광고 속에서 지정행위를 할 기간을 정한 때에는 광고를 철회할 수는 없으나 그 밖의 경우에는 지정행위를 완료한 자가 없는 한 전기한 광고와 동일 방법에 의하여 철회할 수가 있다(679조 2항·3항).

#### 우수 현상광고
우 수 현상광고란 광고에 지정한 행위를 몇 사람이 했을 때 그 우수자에게만 보수를 주는 광고를 말한다. 따라서 지정행위는 우열을 가릴 수 있는 소설·작사·작곡·도안 등의 행위이어야 한다. 이 광고는 응모의 기간이 정해져 있지 않으면 무효이다(678조 1항). 우수자의 판정은 광고 중에 정해져 있는 자가 하며 광고 중에 정해 있지 않을 때에는 광고를 낸 자가 하게 되어 있다(678조 2항). 우수자가 없다는 판정은 원칙적으로 허락되지 않으나 학술논문 등 광고의 성질상 일정한 객관적 표준이 예정되어 있을 경우에는 이 표준에 도달하는 자가 없으면 '우수자 없음(대신 2등 당선자의 수를 늘리는 것 등)'이라는 판정도 적법하다. 응모자는 판정에 이의를 제기할 수 없다(678조 3항·4항).